# Wróżba z jabłka

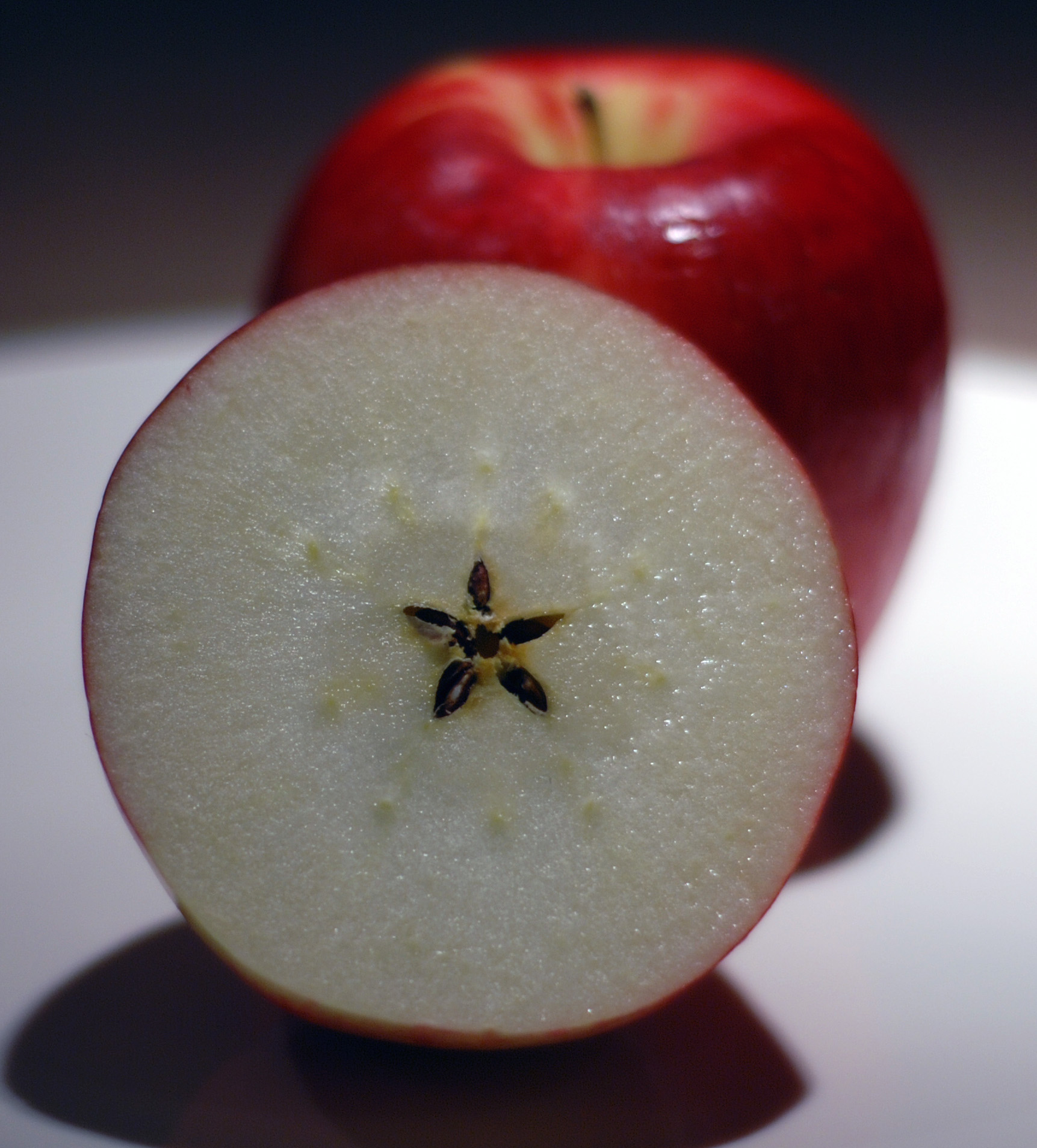
Pestki ułożone w kształt gwiazdki – znak powodzenia

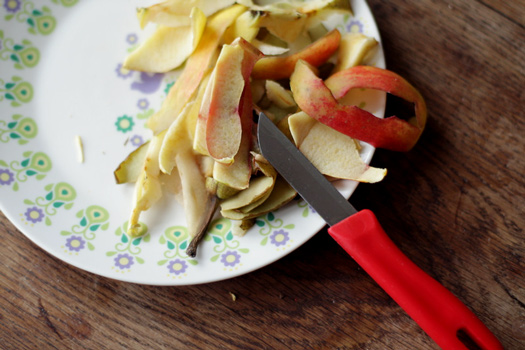
Obierki jabłek

Wróżba z jabłka – metoda wróżenia z jabłek, np. ze skórek pozostałych po ich obieraniu lub przepołowionych owoców.

## Wigilia Bożego Narodzenia
Wróżba z połówek jabłek należy do tradycji wigilijnych terenów Górnego Śląska i Opolszczyzny. Wskazania wróżby miały przepowiedzieć powodzenie lub niepowodzenie w poszczególnych miesiącach lub porach następnego roku.
Do wróżby wybierano cztery lub dwanaście jabłek (liczba pór roku lub miesięcy). Po przekrojeniu owocu w poprzek sprawdzano czy gniazdo nasienne jabłka symbolizującego dany miesiąc lub porę roku ma kształt gwiazdy, czy też krzyża. Gwiazda symbolizowała powodzenie, a krzyż ciężkie przeżycia i różne kłopoty.

## Andrzejki i Katarzynki
Miłosna wróżba z jabłka stosowana jest w obrzędach ludowych, np. w Polsce przy Katarzynkach i Andrzejkach – skórka jabłka obrana w jak najdłuższy pasek ma być rzucona tak, aby ułożyć się w inicjał przyszłej żony lub męża.